# سعد عبدالامیر
سعد عبدالامیر (عربی:  سعد عبدالامير الزرجاوي ؛ زادهٔ ۱۹ ژانویهٔ ۱۹۹۲) یک بازیکن فوتبال اهل عراق است.
وی همچنین در تیم ملی فوتبال عراق بازی کرده‌است.